# 가라! 그린맨
가라! 그린맨(行け! グリーンマン)은 1973년 도호가 제작한 특촬물 텔레비전 프로그램 거대 히어로 괴수이다. 1973년 11월 12일부터 1974년 9월 27일까지 방영되었다. 가라! 갓맨의 후속 시리즈로 등장했으나 이 둘은 연속성을 공유하지 않는다. 가라! 갓맨같은 스토리 라인과 비교하면 가라! 그린맨은 하나의 중요한 플롯을 가지고 있다.

## 시놉시스
일본 깊은 곳에서 마오라고 불리는 붉은 눈을 가진 악마적인 주황색 송곳니 얼굴 생물이 지옥에서 깨어나 신에 의해 그곳에 갇힌 후 탈출을 계획한다. 하지만 그러기 위해서는 인간 아이들의 피를 얻어야 하고, 비겁한 보라색 해파리 같은 하녀 톤치키를 소환해 그를 도와야 한다. 그녀를 통해 그는 자신의 임무를 완수하기 위해 끔찍한 괴수로 변신할 수 있는 마오노 테시타("마오의 하수인")라고 불리는 부리 얼굴, 뾰족한 머리의 점토 인형 유령 전사를 사용한다. 시리즈가 끝날 무렵 '카이진'이라고 불리는 4명의 특별한 하수인 세트가 등장했으며, 각각은 독특한 능력을 갖고 있으며 변신할 필요 없이 싸우고 있다.
그러나 그의 계획은 거대한 크기로 성장하고 가슴에서 미사일을 발사할 수 있는 자칭 "신의 사절"인 강력한 로봇 그린맨이 우주에서 내려와 마오의 졸과 전투를 벌이면서 빠르게 좌절된다. 지구에서의 첫 번째 전투 후 그는 아이들이 위험에 처할 때마다 그를 소환하는 데 사용할 수 있는 '그린 콜'이라는 장치 두 개를 아이들에게 준다.